# بانکو (ایندیانا)
بانکو (به انگلیسی: Banquo) یک منطقهٔ مسکونی در ایالات متحده آمریکا است که در شهرستان هانتینگتن، ایندیانا واقع شده‌است. بانکو ۲۶۲٫۱۳ متر بالاتر از سطح دریا واقع شده‌است.